# Tony Dallara

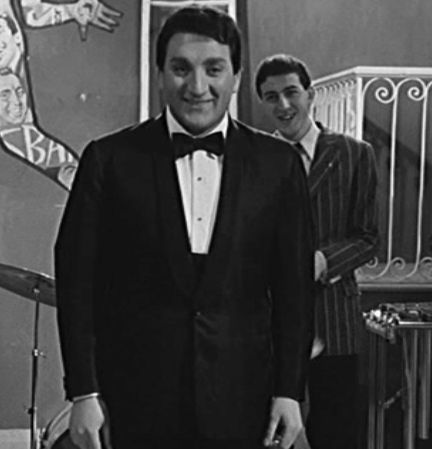
Tony Dallara se presenta en el festival Canzoníssima (1961).

Antonio Lardera (Campobasso, 30 de junio de 1936), conocido profesionalmente como Tony Dallara, es un cantante, personalidad de la televisión y actor italiano.

## Biografía
Dallara nació en Campobasso, en la región de Molise (centro-sur de Italia), pero se crio en Milán. Después de trabajar como camarero y recepcionista, comenzó su carrera musical en la banda Rocky Mountains (el futuro grupo I Campioni).
Su manera de cantar se inspiró, en particular, en cantantes estadounidenses como Frankie Laine y Tony Williams (1928-1992, cantante de The Platters).
En 1957 firmó un contrato como cantante con la empresa discográfica italiana Music ―en la que trabajaba como repartidor―. En diciembre de 1957 se publicó su primer sencillo, Come prima (‘como antes’),
que vendió 300 000 copias, convirtiéndose en el sencillo más vendido en Italia hasta la actualidad.

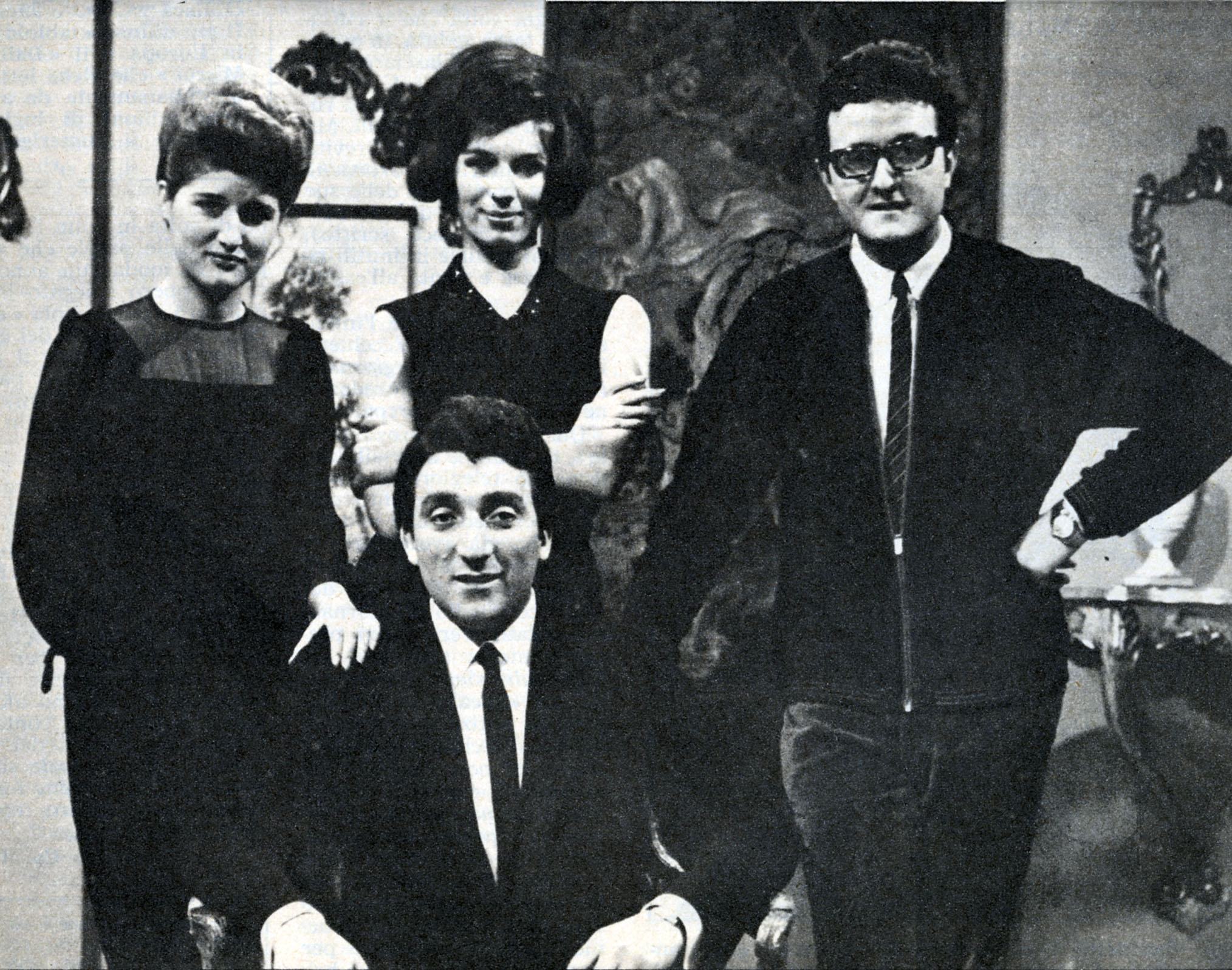
Fotografía (1965) de la revista Radiocorriere, donde posan Lilly Bonato, Tony Dallara (sentado), Iva Zanicchi y Jimmy Fontana.

En 1960, Tony Dallara ganó el Festival de la Canción de San Remo y la competencia Canzoníssima con la canción «Romántica». Al año siguiente (1961) volvió a ganar Canzonissima con la canción «Bambina, bambina».
En 1967 ganó el Festival Internacional de la Canción de Benidorm (España) con la canción «Entre los dos» (de Alfredo Doménech, con la cantante Bettina.

## Discografía en Italia

### Álbumes de 33RPM
- 1958: I Campioni canta Tony Dallara (Music, LPM 1007; con el grupo I Campioni).
- 1958: Tony Dallara (Music, LPM 1010).
- 1959: Tony Dallara con Ezio Leoni (Music, LPM 1014).
- 1961: Bambina bambina (Music, LPM 1025).
- 1964: Tony Dallara (Jolly, LPJ 5040).
- 1965: Tony Dallara (Jolly, LPJ 5046).
- 1981: Amada mia (Euro Music Corporation, EUR MLP 605).
- 1987: Più di prima (Fonit-Cetra, PL 718).
- 1987: Tony Dallara e Betty Curtis (Etichetta Targa).

### Álbumes de 78RPM
- 1957: Me piace sta vucchella/Che m'e' 'mparato a 'ffa (Music, ML 2210).
- 1957: Pecchè nun saccio di'/Che sbadato (Music, ML 2211).
- 1957: Nu tantillo 'e core/Maliziusella (Music, ML 2216).
- 1957: Come prima/L'autunno non è triste (Music, ML 2217).
- 1958: Ti dirò/My Tennessee (Music, ML 2218).
- 1958: Condannami/Brivido blu (Music, ML 2219).

### Álbumes de 45RPM
- 1957: The Searcher/Chiken Reel (Music, 2209).
- 1957: Me piace sta vucchella/Che m'e' 'mparato a 'ffa (Music, 2210).
- 1957: Pecchè nun saccio di'/Che sbadato (Music, 2211).
- 1957: Lonely Man/The Last Round Up (Music, 2215).
- 1957: Nu tantillo 'e core/Maliziusella (Music, 2216).
- 1957: Come prima/L'autunno non è triste (Music, 2217).
- 1958: Ti dirò/My Tennessee (Music, 2218).
- 1958: Condannami/Brivido blu (Music, 2219).
- 1958: O.K. Corral/Quel treno per Yuma (Music, 2220).
- 1958: Strada 'nfosa/Tieneme strett'a te (Music, 2225).
- 1958: Bambina innamorata/L'edera (Music, 2226).
- 1958: Amami poco/Per un bacio d'amor (Music, 2234).
- 1958: La mia storia/Non so dir (Ti voglio bene) (Music, 2235).
- 1958: Non partir/giungerò fino a te (Music, 2247).
- 1959: Julia/Mi perderò (Music, 2250; con i Continentals).
- 1959: Primo amore/Non è così (Music, 2251).
- 1959: Nessuno/Per tutta la vita (Music, 2252).
- 1959: Conoscerti/Tua (Music, 2253).
- 1959: Piove/Per tutta la vita (Music, 2254).
- 1959: Mi sento in estasi/Amiamoci così (Music, 2258; con i Continentals).
- 1959: Poveri milionari/Son tornato da te (Music, 2264).
- 1959: A squarciagola/Sono pazzo di te (Music, 2272).
- 1959: Non passa più/Anima mia (Music, 2284).
- 1959: Ghiaccio bollente/Vertigine (Music, 2285).
- 1959: Oceano/Lasciati baciare (Music, 2286).
- 1959: Ricordiamoci/Tu sei nata per me (Music, 2291).
- 1960: Romantica/Non sei felice (Music, 2306).
- 1960: Noi/Perderti (Music, 2307).
- 1960: Libero/È vero (Music, 2308).
- 1960: Cynzia/Verde amore (Bluebell Records, BB 03030).
- 1960: Madonnina/Se bacio la tua bocca (Bluebell Records, BB 03031).
- 1960: Noi/Perderti (Music, 2307).
- 1961: Un uomo vivo/Al di là (Music, 2327).
- 1961: La novia/Caccia all'uomo (Music, 2339).
- 1961: Come noi/Monica (Music, 2340).
- 1961: Bambina bambina/Come te (Music, 2341).
- 1961: A.A.B.C./La canzone dei poeti (Music, 2343).
- 1962: Alla mamma/La notte è giovane (Music, 2347).
- 1962: La escalera/In un mare (Music, 2352).
- 1962: Chiedo perdono/Tempo di Roma (Music, 2359).
- 1962: Tu che sai di primavera/Norma (Music, 2365).
- 1964: Come potrei dimenticarti/Cosa vuoi (Jolly, J 20222).
- 1964: Ti devo dire no/Quando siamo in compagnia (Jolly, J 20231).
- 1964: Quattro parole/Sei giovedì (Curci SP 1013).
- 1965: Operazione tuono/Ballerina (Ri-Fi, RFN 16096).
- 1965: Si chiamava Lucia/Guardiamoci in faccia (Ri-Fi, RFN 16096).
- 1966: I ragazzi che si amano/E l'alba non verrà (CBS 2213).
- 1967: Tante tante tante tante tante/Comme 'o destino de fronne (CBS 2979).
- 1967: Simpaticissima/Non ho avuto mai (Magistral R 10).
- 1970: Buon Natale/Dimmi papà (Signal S613).
- 1971: Non importa, ci sarà da mangiare anche per tre/Non darti a lui (Rex 70 RNP 011).
- 1972: Ho negli occhi lei/Per il tuo amore (Rex 70, RNP 013).
- 1972: Mister amore/Viva gli sposi (Telerecord, TLC np 1972).
- 1981: Senza piangere/Ci riuscirò (Euro Music Corporation, EUR 1957).
- 1983: T'amo t'amo/Promises (City C 6503).
- 1991: C'è l'inferno...Pensieri in musica (Babes Record, BB-MC, Giorgio Oddoini).

### EP
- 1958: I Campioni canta Tony Dallara (Music, EPM 10073; con el grupo I Campioni).
- 1958: I Campioni canta Tony Dallara (Music, EPM 10099; con el grupo I Campioni).
- 1958: I Campioni canta Tony Dallara (Music, EPM 10105; con I Campioni).
- 1958: O.K. Corral (Music, EPM 10114; con The Rocky Mountain Ol'Time Stompers).
- 1958: I Campioni canta Tony Dallara (Music, EPM 10124; con I Campioni).
- 1959: Per un bacio d'amor (Music, EPM 10139).
- 1959: Julia (Music, EPM 10145).
- 1959: Poveri milionari (Music, EPM 10157).
- 1959: Tony Dallara (Music, EPM 10158).
- 1959: Tony Dallara (Music, EPM 10163).
- 1960: Sanremo 1960 (Music, EPM 10165).

## Discografía en Francia

### EP
- 1958: Come prima/Strada 'nfosa/Condannami/Ti dirò (Barclay 70188; inciso come Tony Dallara e I Campioni).
- 1959: Non partir/Mi perderò/Per un bacio d'amor/Giungerò fino a te (Barclay 70209; inciso come Tony Dallara e I Campioni).
- 1959: Maliziusella/Tieneme stretta a te/Bambina innamorata/La mia storia (Barclay 70212; inciso come Tony Dallara e I Campioni).
- 1959: 9º Festival de San Remo (Barclay 70224; inciso come Tony Dallara e I Campioni).
- 1959: Julia/Brivido blu/L'edera/Che me 'mparato a ffa (Barclay 70251; inciso come Tony Dallara e I Campioni).

## Filmografía
- 1958: L'amico del giaguaro, dirigida por Giuseppe Bennati.
- 1959: Agosto, donne mie non vi conosco, dirigida por Guido Malatesta.
- 1959: I ragazzi del Juke-Box, dirigida por Lucio Fulci.
- 1960: I Teddy boys della canzone, dirigida por Domenico Paolella.
- 1960: Sanremo - La grande sfida, dirigida por Piero Vivarelli.
- 1963: Esame di guida (Tempo di Roma), dirigida por Denys de La Patellière; Tony Dallara canta la canción Tempo di Roma.